# Copa Simón Bolívar 2010 (Bolivia)
La Copa Simón Bolívar 2010 fue la 22ª edición de la Copa Simón Bolívar. Contó con la participación de 18 clubes campeones de las 9 asociaciones departamentales. El torneo comenzó el 4 de septiembre y finalizó el 20 de noviembre del 2010.
Por segunda vez en su historia, Nacional Potosí logró el campeonato y ascenso a primera división, mientras que Real América disputó el ascenso indirecto ante Real Mamoré.

## Sistema de competición
Los grupos A y B están divididos en las series 1 y 2 y el sistema del campeonato se jugará con partidos de ida y vuelta. Los ganadores de cada llave accederán a la siguiente fase. La segunda instancia será de seis planteles, los tres ganadores más el mejor perdedor. A partir de esa instancia, la definición será en cotejos de ida y vuelta; los dos mejores irán a la final.
El grupo C está conformado por conjuntos del oriente. Clasificaron Calleja y Real América, ambos de Santa Cruz; Primero de Mayo y Atlético Marbán, de Beni, y Universitario y Vaca Díez, de Pando. Estos cuadros jugarán todos contra todos en Santa Cruz. Los dos primeros accederán a la siguiente fase.

## Equipos participantes
Un total de 18 equipos disputaron el torneo: Los 9 campeones y nueve subcampeones de las asociaciones departamentales.
| Campeón                 | Subcampeón              | Enrique Happ Bata Real América Calleja Ciclón García Agreda ABB Mariscal Braun 31 de Octubre Oruro Royal Primero de Mayo Atlético Marbán Real Vaca Díez Universitario de Pando Independiente Fancesa Nacional Potosí Universitario |
| Beni (ABF)              | Beni (ABF)              | Enrique Happ Bata Real América Calleja Ciclón García Agreda ABB Mariscal Braun 31 de Octubre Oruro Royal Primero de Mayo Atlético Marbán Real Vaca Díez Universitario de Pando Independiente Fancesa Nacional Potosí Universitario |
| ----------------------- | ----------------------- | --- |
| Primero de Mayo         | Atlético Marbán         | Enrique Happ Bata Real América Calleja Ciclón García Agreda ABB Mariscal Braun 31 de Octubre Oruro Royal Primero de Mayo Atlético Marbán Real Vaca Díez Universitario de Pando Independiente Fancesa Nacional Potosí Universitario |
| Chuquisaca (ACHF)       |                         | Enrique Happ Bata Real América Calleja Ciclón García Agreda ABB Mariscal Braun 31 de Octubre Oruro Royal Primero de Mayo Atlético Marbán Real Vaca Díez Universitario de Pando Independiente Fancesa Nacional Potosí Universitario |
| Independiente Petrolero | Fancesa                 | Enrique Happ Bata Real América Calleja Ciclón García Agreda ABB Mariscal Braun 31 de Octubre Oruro Royal Primero de Mayo Atlético Marbán Real Vaca Díez Universitario de Pando Independiente Fancesa Nacional Potosí Universitario |
| Cochabamba (AFC)        |                         | Enrique Happ Bata Real América Calleja Ciclón García Agreda ABB Mariscal Braun 31 de Octubre Oruro Royal Primero de Mayo Atlético Marbán Real Vaca Díez Universitario de Pando Independiente Fancesa Nacional Potosí Universitario |
| Enrique Happ            | Bata                    | Enrique Happ Bata Real América Calleja Ciclón García Agreda ABB Mariscal Braun 31 de Octubre Oruro Royal Primero de Mayo Atlético Marbán Real Vaca Díez Universitario de Pando Independiente Fancesa Nacional Potosí Universitario |
| La Paz (AFLP)           |                         | Enrique Happ Bata Real América Calleja Ciclón García Agreda ABB Mariscal Braun 31 de Octubre Oruro Royal Primero de Mayo Atlético Marbán Real Vaca Díez Universitario de Pando Independiente Fancesa Nacional Potosí Universitario |
| Mariscal Braun          | ABB                     | Enrique Happ Bata Real América Calleja Ciclón García Agreda ABB Mariscal Braun 31 de Octubre Oruro Royal Primero de Mayo Atlético Marbán Real Vaca Díez Universitario de Pando Independiente Fancesa Nacional Potosí Universitario |
| Oruro (AFO)             |                         | Enrique Happ Bata Real América Calleja Ciclón García Agreda ABB Mariscal Braun 31 de Octubre Oruro Royal Primero de Mayo Atlético Marbán Real Vaca Díez Universitario de Pando Independiente Fancesa Nacional Potosí Universitario |
| 31 de Octubre           | Oruro Royal             | Enrique Happ Bata Real América Calleja Ciclón García Agreda ABB Mariscal Braun 31 de Octubre Oruro Royal Primero de Mayo Atlético Marbán Real Vaca Díez Universitario de Pando Independiente Fancesa Nacional Potosí Universitario |
| Pando (AFP)             |                         | Enrique Happ Bata Real América Calleja Ciclón García Agreda ABB Mariscal Braun 31 de Octubre Oruro Royal Primero de Mayo Atlético Marbán Real Vaca Díez Universitario de Pando Independiente Fancesa Nacional Potosí Universitario |
| Vaca Díez               | Universitario de Pando  | Enrique Happ Bata Real América Calleja Ciclón García Agreda ABB Mariscal Braun 31 de Octubre Oruro Royal Primero de Mayo Atlético Marbán Real Vaca Díez Universitario de Pando Independiente Fancesa Nacional Potosí Universitario |
| Potosí (AFP)            |                         | Enrique Happ Bata Real América Calleja Ciclón García Agreda ABB Mariscal Braun 31 de Octubre Oruro Royal Primero de Mayo Atlético Marbán Real Vaca Díez Universitario de Pando Independiente Fancesa Nacional Potosí Universitario |
| C. A. Nacional Potosí   | Universitario de Potosí | Enrique Happ Bata Real América Calleja Ciclón García Agreda ABB Mariscal Braun 31 de Octubre Oruro Royal Primero de Mayo Atlético Marbán Real Vaca Díez Universitario de Pando Independiente Fancesa Nacional Potosí Universitario |
| Santa Cruz (ACF)        |                         | Enrique Happ Bata Real América Calleja Ciclón García Agreda ABB Mariscal Braun 31 de Octubre Oruro Royal Primero de Mayo Atlético Marbán Real Vaca Díez Universitario de Pando Independiente Fancesa Nacional Potosí Universitario |
| Real América            | Calleja                 | Enrique Happ Bata Real América Calleja Ciclón García Agreda ABB Mariscal Braun 31 de Octubre Oruro Royal Primero de Mayo Atlético Marbán Real Vaca Díez Universitario de Pando Independiente Fancesa Nacional Potosí Universitario |
| Tarija (ATF)            |                         | Enrique Happ Bata Real América Calleja Ciclón García Agreda ABB Mariscal Braun 31 de Octubre Oruro Royal Primero de Mayo Atlético Marbán Real Vaca Díez Universitario de Pando Independiente Fancesa Nacional Potosí Universitario |
| C. A. Ciclón            | García Agreda           | Enrique Happ Bata Real América Calleja Ciclón García Agreda ABB Mariscal Braun 31 de Octubre Oruro Royal Primero de Mayo Atlético Marbán Real Vaca Díez Universitario de Pando Independiente Fancesa Nacional Potosí Universitario |

## Fase de grupos

### Grupo A

#### Serie A
| Equipo        | J | G | E | P | GF | GC | DG  | Pts |
| ------------- | - | - | - | - | -- | -- | --- | --- |
| Enrique Happ  | 6 | 5 | 1 | 0 | 23 | 6  | +17 | 16  |
| 31 de Octubre | 6 | 2 | 2 | 2 | 6  | 10 | -4  | 8   |
| ABB           | 6 | 2 | 0 | 4 | 10 | 16 | -6  | 6   |

| Enrique Happ  | 3 - 0 | Bata           | Félix Capriles | 4 de septiembre |
| 31 de Octubre | 2 - 0 | ABB            | Manuel Flores  | 4 de septiembre |
| Oruro Royal   | 2 - 0 | Mariscal Braun | Jesús Bermúdez | 4 de septiembre |

| Fecha 2       | Fecha 2   | Fecha 2        | Fecha 2        | Fecha 2          | Fecha 2 | Fecha 2 |
| Local         | Resultado | Visitante      | Estadio        | Fecha            | Hora    |         |
| ------------- | --------- | -------------- | -------------- | ---------------- | ------- | ------- |
| ABB           | 3 - 2     | Mariscal Braun | Hernando Siles | 11 de septiembre | 15:30   |         |
| 31 de Octubre | 1 - 1     | Enrique Happ   | Jesús Bermúdez | 12 de septiembre | 13:30   |         |
| Oruro Royal   | 0 - 3     | Bata           | Jesús Bermúdez | 12 de septiembre | 15:30   |         |

| ABB            | 2 - 6 | Enrique Happ | Hernando Siles | 18 de septiembre |
| Mariscal Braun | 0 - 0 | Bata         | Hernando Siles | 18 de septiembre |
| 31 de Octubre  | 2 - 1 | Oruro Royal  | Jesús Bermúdez | 19 de septiembre |

| Enrique Happ | 2 - 0 | ABB            | Félix Capriles | 25 de septiembre |
| Bata         | 1 - 0 | Mariscal Braun | Félix Capriles | 25 de septiembre |
| Oruro Royal  | 1 - 1 | 31 de octubre  | Jesús Bermúdez | 25 de septiembre |

| Bata           | 0 - 2 | Oruro Royal   | Félix Capriles | 2 de Octubre |
| Enrique Happ   | 5 - 0 | 31 de Octubre | Félix Capriles | 2 de Octubre |
| Mariscal Braun | 3 - 2 | ABB           | Hernando Siles | 2 de Octubre |

| Bata           | 3 - 6 | Enrique Happ  | Félix Capriles | 9 de Octubre |
| ABB            | 3 - 1 | 31 de Octubre | Hernando Siles | 9 de Octubre |
| Mariscal Braun | 1 - 1 | Oruro Royal   | Hernando Siles | 9 de Octubre |

#### Serie B
| Pos | Equipo         | J | G | E | P | GF | GC | DG | Pts |
| --- | -------------- | - | - | - | - | -- | -- | -- | --- |
| 1   | Oruro Royal    | 6 | 2 | 2 | 2 | 6  | 6  | 0  | 8   |
| 2   | Bata           | 6 | 2 | 1 | 3 | 7  | 11 | -4 | 7   |
| 3   | Mariscal Braun | 6 | 1 | 2 | 3 | 6  | 9  | -3 | 5   |

### Grupo B

#### Serie A
| Pos | Equipo                  | J | G | E | P | GF | GC | DG | Pts |
| --- | ----------------------- | - | - | - | - | -- | -- | -- | --- |
| 1   | García Agreda           | 6 | 4 | 2 | 0 | 10 | 5  | +5 | 14  |
| 2   | Universitario de Potosí | 6 | 2 | 0 | 4 | 7  | 11 | -4 | 6   |
| 3   | Independiente Petrolero | 6 | 0 | 1 | 5 | 3  | 12 | -9 | 1   |

#### Serie B
| Pos | Equipo          | J | G | E | P | GF | GC | DG | Pts |
| --- | --------------- | - | - | - | - | -- | -- | -- | --- |
| 1   | Nacional Potosí | 6 | 4 | 2 | 0 | 10 | 4  | +6 | 14  |
| 2   | Fancesa         | 6 | 3 | 1 | 2 | 10 | 5  | +5 | 10  |
| 3   | Ciclón          | 6 | 1 | 2 | 3 | 4  | 8  | -4 | 5   |

### Grupo C
| Pos | Equipo                 | J | G | E | P | GF | GC | DG  | Pts |
| --- | ---------------------- | - | - | - | - | -- | -- | --- | --- |
| 1   | Real América           | 6 | 5 | 0 | 1 | 19 | 5  | +14 | 16  |
| 2   | Primero de Mayo        | 6 | 5 | 0 | 1 | 9  | 2  | +7  | 15  |
| 3   | Calleja                | 6 | 3 | 0 | 3 | 8  | 7  | +1  | 9   |
| 4   | Atlético Marbán        | 6 | 2 | 1 | 3 | 7  | 10 | -3  | 7   |
| 5   | Vaca Díez              | 6 | 1 | 1 | 4 | 4  | 16 | -12 | 4   |
| 6   | Universitario de Pando | 6 | 1 | 0 | 5 | 2  | 9  | -7  | 3   |

## Segunda fase
| Local ida       | Resultado global | Local vuelta    | Ida | Vuelta | Penales |
| --------------- | ---------------- | --------------- | --- | ------ | ------- |
| Primero de Mayo | 4–8              | Nacional Potosí | 4–2 | 0–6    | (4–3)   |
| García Agreda   | 1–0              | Enrique Happ    | 1–0 | 0–0    |         |
| Oruro Royal     | 3–3              | Real América    | 2–0 | 1–3    | (0–3)   |

Nacional Potosí avanza a semifinales como mejor perdedor.

## Fases finales

### Semifinales
| Local ida       | Resultado global | Local vuelta    | Ida | Vuelta |
| --------------- | ---------------- | --------------- | --- | ------ |
| Real América    | 4–2              | García Agreda   | 3–1 | 1–1    |
| Nacional Potosí | 4–3              | Primero de Mayo | 2–1 | 2–2    |

### Final
| 14 de septiembre del 2010 | Nacional Potosí          | 2:0 | Real América | Estadio Víctor Agustín Ugarte, Potosí |                                |
|                           | Ricardo da Silva 72' 88' |     |              | Asistencia: 2.500 espectadores        | Asistencia: 2.500 espectadores |

| 21 de septiembre del 2010 | Real América | 0:1 | Nacional Potosí    | Estadio Ramón Tahuichi Aguilera, Santa Cruz de la Sierra |                                |
|                           |              |     | Carlos Camacho 90' | Asistencia: 1.000 espectadores                           | Asistencia: 1.000 espectadores |

|                                                            |
| Nacional Potosí Campeón de la Copa Simón Bolívar 2° Título |